# Młodzieżowe Mistrzostwa Polski Par Klubowych na Żużlu 1993
Młodzieżowe Mistrzostwa Polski Par Klubowych na Żużlu 1993 – zawody żużlowe, mające na celu wyłonienie medalistów młodzieżowych mistrzostw Polski par klubowych w sezonie 1993. Rozegrano trzy turnieje eliminacyjne oraz finał, w którym zwyciężyli żużlowcy Apatora Toruń.

## Finał
- Rybnik, 10 sierpnia 1993
- Sędzia: Sławomir Jędraś

| Miejsce | Kluby                     | Suma  | Zawodnicy                                            | Punkty                                          |
| ------- | ------------------------- | ----- | ---------------------------------------------------- | ----------------------------------------------- |
| złoto   | Apator Elektrim Toruń     | 23    | Tomasz Bajerski Tomasz Świątkiewicz Waldemar Walczak | 16 (3,2,3,2,3,3) 7 (d,1,2,1,2,1) ns             |
| srebro  | Stal Rzeszów              | 21 +3 | Piotr Winiarz Rafał Wilk Sławomir Sitek              | 11 +3 (1,d,2,3,3,2) 10 (2,2,3,1,2,0) ns         |
| brąz    | ROW Rybnik                | 21 +2 | Krzysztof Fliegert Eugeniusz Tudzież Marek Fojcik    | 17 +2 (3,3,3,3,2,3) 4 (2,d,2,0,0,0) ns          |
| 4       | Morawski Zielona Góra     | 20    | Piotr Protasiewicz Tomasz Kruk Piotr Kuźniak         | 15 (2,3,3,2,3,2) 5 (1,2,0,0,1,1) ns             |
| 5       | Sparta PolSat Wrocław     | 18    | Piotr Baron Krzysztof Zieliński Ryszard Jasik        | 15 (3,3,d,3,3,3) 3 (0,0,1,0,2,0) ns             |
| 6       | Wybrzeże Rafineria Gdańsk | 12    | Marek Dera Jacek Kalinowski Jarosław Bartczak        | 3 (u,0,0,2,0,1) 9 (3,1,1,1,1,2) ns              |
| 7       | Włókniarz Częstochowa     | 9     | Sebastian Ułamek Piotr Ułamek Rafał Osumek           | 6 (1,2,0,1,1,1) 2 (0,t,–,2,0,–) 1 (–,–,1,–,–,t) |